# Astral Weeks
| Críticas profissionais | Críticas profissionais |
| Avaliações da crítica  | Avaliações da crítica  |
| Fonte                  | Avaliação              |
| ---------------------- | ---------------------- |
| AllMusic               | [ 1 ]                  |

Astral Weeks é o segundo álbum de estúdio do músico norte irlandês Van Morrison, lançado em novembro de 1968 pela  Warner Brothers Records. O álbum recebeu críticas positivas desde seu lançamento e tem sido colocado em numerosas listas de melhores álbuns de todos os tempos.
O álbum foi e segue sendo um referente musical, apesar de não ter conseguido um êxito significativo de popularidade. A gravação ocorreu no "Century Sound Studios", em Nova Iorque durante três sessões em setembro e outubro de 1968.

## Faixas
Todas as músicas foram escritas e compostas por Van Morrison.

### Lado 1
Part One: In The Beginning
| N.º | Título          | Duração |  |
| 1.  | "Astral Weeks"  | 7:00    |  |
| 2.  | "Beside You"    | 5:10    |  |
| 3.  | "Sweet Thing"   | 4:10    |  |
| 4.  | "Cyprus Avenue" | 6:50    |  |

### Lado 2
Part Two: Afterwards
| N.º | Título                    | Duração |  |
| 1.  | "The Way Young Lovers Do" | 3:10    |  |
| 2.  | "Madame George"           | 9:25    |  |
| 3.  | "Ballerina"               | 7:00    |  |
| 4.  | "Slim Slow Slider"        | 3:20    |  |